# Paradiso blu
Paradiso blu è un film italiano del 1981 diretto da Joe D'Amato e interpretato da Anna Bergman.

## Trama
Karin, un'affascinante hostess, e Peter, un simpatico sedicenne, sono gli unici superstiti di un disastro aereo. Approdati su un'isola deserta, cominciano a conoscersi meglio e ad avere rapporti sessuali, nonostante la grande differenza d'età. Un giorno sull'isola giunge Kriss, un ricercato, che sta sfuggendo alla polizia e che provoca la rottura tra i due, per motivi di gelosia. Il malvivente però promette, dopo avere lasciato l'isola, di avvertire le autorità locali della presenza dei due naufraghi. Nel frattempo Peter riesce a salvare la vita a Ines, una giovane indigena destinata a un sacrificio voodoo. Peter se n'innamora, al punto che ne nasce una relazione. Giunti i soccorsi, Karin e Peter si separano, dato che questi decide di restare sull'isola insieme a Ines.

## Produzione
Come il precedente Papaya dei Caraibi, il film è ambientato a Santo Domingo.
Il cast è composto quasi interamente da attori poco conosciuti, ad eccezione della protagonista Anna Bergman, figlia di Ingmar Bergman. Nato inizialmente come progetto hardcore, diventò un softcore in corso d'opera.

## Distribuzione
Il film è uscito in Italia nel 1982 con il titolo Paradiso Blu, negli Stati Uniti nel 1982 con il titolo Blue Paradise e in spagna come Vuelo N.2.
Il film è stato distribuito in VHS in Italia dalla Mondadori Video e in DVD nel 2024 dalla Mustang Entertainment.

## Colonna sonora
La colonna sonora del film è opera di Stelvio Cipriani, già autore di Papaya dei Caraibi. L'orchestra è diretta dallo stesso Cipriani, mentre i vocalizzi sonora sono di Edda Dell'Orso. Il commento sonoro è stato stampato in CD dalla Beat Records Company nel 2012 con numero di catalogo DDJ022.

### Tracce
Musiche di Stelvio Cipriani.
1. Paradiso Blu Seq. 1 Titoli – 3:19
2. Paradiso Blu Seq. 2 – 2:02
3. Paradiso Blu Seq. 3 – 3:38
4. Paradiso Blu Seq. 4 – 1:13
5. Paradiso Blu Seq. 5 – 3:17
6. Paradiso Blu Seq. 6 – 1:03
7. Paradiso Blu Seq. 7 – 2:05
8. Paradiso Blu Seq. 8 – 2:57
9. Paradiso Blu Seq. 9 – 2:17
10. Paradiso Blu Seq. 10 – 1:10
11. Paradiso Blu Seq. 11 – 2:26
12. Paradiso Blu Seq. 12 – 3:36
13. Paradiso Blu Seq. 13 – 2:00
14. Paradiso Blu Seq. 14 – 2:22
15. Paradiso Blu Seq. 15 – 1:33
16. Paradiso Blu Seq. 16 – 2:03
17. Paradiso Blu Seq. 17 – 2:30
18. Paradiso Blu Seq. 18 – 3:07
19. Paradiso Blu Seq. 19 – 4:49

Durata totale: 47:27